# Hanno Blaschke
Hanno Blaschke (ur. 22 kwietnia 1927 w Gdańsku, zm. 18 listopada 2017 w Monachium) – polski śpiewak koncertowy, baryton, profesor śpiewu.

## Życiorys
Pochodził z Raciborza. Jego rodzina od 1814 do 1945 roku prowadziła tam jedną z pierwszych w Europie parowych fabryk mydła. Naukę śpiewu rozpoczął w Dreźnie pod kierunkiem prof. Roberta Buessela. Po zakończeniu II wojny światowej studiował we Wrocławiu i Warszawie. W końcu lat pięćdziesiątych był asystentem Ady Sari w Warszawie. Od 1961 roku rozpoczął pracę pedagogiczną w Wyższej Szkole Muzycznej w Monachium, gdzie w 1975 roku otrzymał tytuł profesora. W krótkim czasie uzyskał międzynarodową renomę zarówno jako śpiewak i pedagog. Za osiągnięcia został w 1982 roku nagrodzony Niemieckim Narodowym Krzyżem Zasługi (Träger des Bundesverdienstkreuzes), a w 2006 roku otrzymał Medal Honorowy Wyższej Szkoły Muzycznej w Monachium (Träger der Ehrenmedaille der Hochschule).